# Norbert Bodnár
Norbert Bodnár (* 11. dubna 1956 Košice) je slovenský hudební skladatel. 
Po absolvování košického gymnázia (1975) studoval na konzervatoři tamtéž kompozici u Jozefa Podprockého (1975–1976), poté přešel (1976–1981) na VŠMU (obor kompozice – vedoucím pedagogem Andrej Očenáš).